# 中国社会科学院经济研究所
中国社会科学院经济研究所，简称经济所，是中国社会科学院附属的经济学研究机构，办有《经济研究》、《经济学动态》和《中国经济史研究》。

## 历史
中华教育文化基金会社会调查部1929年改组成立社会调查所，1934年与中央研究院社会科学研究所合并为中央研究院社会科学研究所，1945年改称中央研究院社会研究所，1950年改称中国科学院社会研究所，1953年改称中国科学院经济研究所，1977年改称中国社会科学院经济研究所。
截至2017年7月，经济所有在职人员141人。